# (2274) Ehrsson
(2274) Ehrsson es un asteroide perteneciente al cinturón de asteroides, descubierto el 2 de marzo de 1976 por Claes-Ingvar Lagerkvist desde el Observatorio de Kvistaberg, Uppsala, Suecia

## Designación y nombre
Designado provisionalmente como 1976 EA. Fue nombrado Ehrsson en homenaje a Ehrsson un amigo del descubridor.